# Tên Nôm
| Địa danh tiêu biểu  | Địa danh tiêu biểu |
| Tên Nôm             | Tên chữ            |
| ------------------- | ------------------ |
| Làng Dóng           | Phù Đổng           |
| Làng Mía            | Đường Lâm          |
| Làng Nành           | Phù Ninh           |
| Làng Sét            | Thịnh Liệt         |
| Làng Báng           | Đình Bảng          |
| Làng Trù (Trầu)     | Phù Lưu            |
| Làng Trèm           | Từ Liêm            |
| Kẻ Chợ              | Hà Nội             |
| Huế                 | Thuận Hoá          |
| Sài Gòn             | Gia Định Thành     |
| Sông Cái (Miền Bắc) | Hồng Hà            |
| Sông Cả             | Lam Giang          |
| Sông Luộc           | Sông Phú Nông      |
| Sông Đuống          | Sông Thiên Đức     |
| Sông Gianh          | Linh Giang         |
| Đèo Ba Dội          | Đèo Tam Điệp       |
| Đèo Ngang           | Hoành Sơn          |
| Núi Ba Vì           | Núi Tản Viên       |
| Cửa Eo              | Cửa Thuận An       |
| Chùa Đậu            | Chùa Thành Đạo     |
| Chùa Keo            | Chùa Thần Quang    |

Tên Nôm là tên dân dã trong tiếng Việt của một thực thể địa lý ở Việt Nam, thường là làng, xóm, thành quách nhưng cũng có khi là thực thể thiên nhiên như sông ngòi, núi, đèo, đầm, rừng. Một số đình và chùa cũng mang tên Nôm.
Ở miền Bắc Việt Nam nhiều làng ở trung châu ngoài tên Nôm còn có tên chữ dùng song hành. Tên Nôm thường chỉ là một chữ trong khi tên chữ thường là hai chữ trở lên. Một số làng chỉ có tên Nôm mà không có tên chữ. Tên Nôm có lẽ có trước lấy cảnh quan hay sự kiện địa phương mà đặt. Tên chữ có lẽ xuất hiện sau do ảnh hưởng Hán Việt cùng ý hướng cầu tiến, niềm tự hào.
Tương quan giữa tên Nôm và tên chữ có thể là do biến dạng phát âm, na ná gần giống nhau. Số khác là do dịch nghĩa. Nhưng cũng có không ít trường hợp hai danh hiệu không có liên hệ trực tiếp.